# 鮑希顏
鮑希顏（1538年—1605年），字聞道，又字叔愚，號復軒，山西潞安府長子縣人，明朝政治人物。

## 生平
嘉靖四十三年（1564年）甲子科山西鄉試第三十一名，隆慶二年（1568年）戊辰科進士。授河南洛陽縣知县，六年正月考选福建道监察御史，万历元年（1573年）巡视京通二仓，巡按应天，四年巡按浙江，五年（1577年）十一月丁父憂歸。八年以事贬曲周县丞，升直隶广平府推官，九年（1581年）五月升湖广按察司佥事，丁忧归。十二年三月復除陕西佥事，升湖广右参议，后升至山东副使，十五年二月调任巡视辽海兵备道，历山东開原道参政，加按察使，二十年七月以都察院右佥都御史、巡撫遼東贊理軍務，有惠政，丁忧归里。万历三十三年（1605年）十二月起升工部右侍郎，未任而卒。

## 家族
曾祖鮑璟；祖父鮑全，號雲居處士；父鮑卿（1514年-1577年），字上卿，號恬所，母李氏；繼母秦氏。重慶下。弟鮑希閔、鮑希孟。子鲍鼐、鲍鼎、鲍鼒。